# 碓井姫
碓井姫（うすいひめ、享禄2年（1529年） - 慶長17年11月27日（1613年1月17日））は、戦国時代から江戸時代前期の女性。松平清康の娘で、徳川家康には叔母に当たる。はじめ長沢松平家の松平政忠に嫁いだが、政忠の戦死後に「徳川四天王」に挙げられる酒井忠次の妻となり、嗣子の酒井家次を儲けた。

## 呼称
『寛政重修諸家譜』には酒井忠次の正室が「碓井姫」の名で掲載されている。これは徳川家康の関東入国時、下総国碓井（臼井）城主（臼井藩主）となった息子の酒井家次に同道し、「碓井殿」「碓井姫」と呼ばれたことによる。
ほかに、吉田城主の忠次の夫人であったことから「吉田殿」とも呼ばれ、法号（院殿号）の「光樹院殿」やそれによる「光樹夫人」などの名でも呼ばれる。実名は「於久」であるという。

## 生涯
松平清康の娘として三河国に生まれる。母は華陽院（源応尼）。華陽院は清康と再婚する前に水野忠政と結婚しており、徳川家康の母である於大の方を生んでいる。このため、碓井姫は家康の父の異母妹にして父方の叔母であるとともに、母の異父妹にして母方の叔母でもある。
はじめ長沢松平家の松平政忠と結婚し、政忠との間に松平康忠を儲けた。しかし松平政忠は永禄3年（1560年）、桶狭間の戦いで戦死した。長沢松平家は若年の康忠（15歳）が継承し、政忠の父で先に隠居していた松平親広（浄賢）が家政を見ることとなった。なお、康忠はのちに松平広忠の娘（碓井姫の姪）である矢田姫を妻に迎えている。
最初の夫を失った碓井姫は、酒井忠次に再嫁した。『寛政譜』によれば、永禄7年（1564年）に生まれた酒井家嫡男の酒井家次、永禄12年（1569年）生まれの本多康俊（本多忠次の養子）が碓井姫の所生である。
夫の酒井忠次は永禄7年（1564年）の三河国吉田城攻めで先鋒を務め、三河国平定の功績を挙げ、吉田城の城代として東三河の武士の旗頭となった。豊臣政権下では、豊臣秀吉から京都桜井（現在の京都市上京区桜井町。智恵光院五辻下ル、首途八幡宮付近）の屋敷と在京料として近江国内で1000石の知行地を与えられた。天正16年（1588年）に忠次は隠居し、嫡男の家次が跡を継いだ。忠次は京都の桜井屋敷に住んだ。
徳川家康が関東に入国すると、酒井家次は下総国碓井（臼井）城と3万石の領地を与えられた。家次の母である碓井姫は家次に同行して下総に赴いたと思われ、「碓井姫」の名もこれによると考えられる。
夫の忠次は慶長元年（1596年）に京都で没し、知恩院（より詳細には、塔頭の先求院）に葬られた。『寛政譜』では、酒井忠重（家次の三男）が4歳の時に祖父・忠次の養子になったと記されているが、忠重は忠次の没後の生まれのために『寛政譜』編纂者から疑問視されている。これについて『御系譜参考』では、忠重は碓井姫の養子になったと記している。
家次は慶長9年（1604年）に碓井（臼井）から上野国高崎藩に移された。

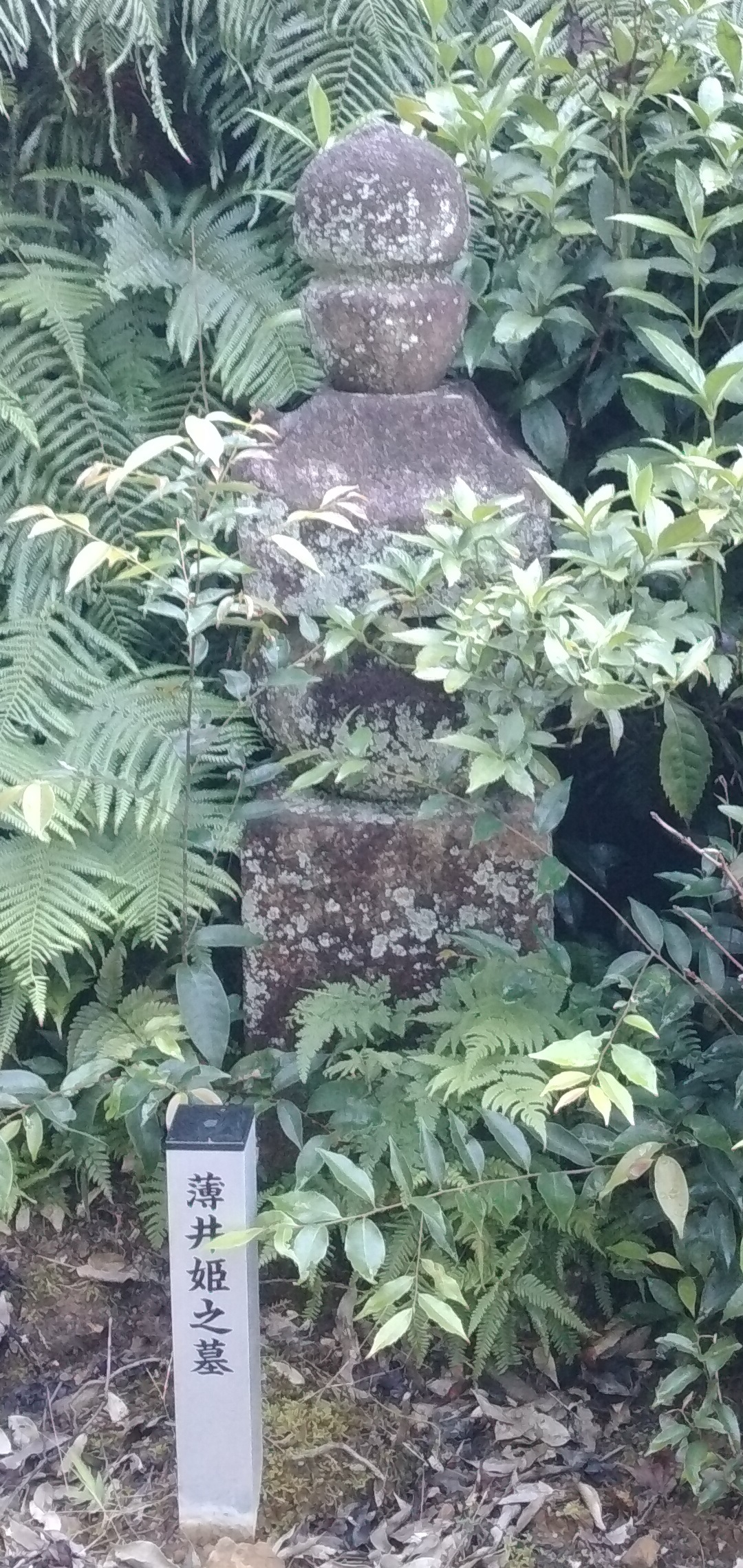
岡崎市法蔵寺の碓井姫の墓

慶長17年（1612年）、碓井姫は没した。『寛政譜』は慶長17年11月27日（グレゴリオ暦1613年1月17日）に没したとしており、これは法蔵寺の記録にも載せられておるという。長沢松平家では慶長17年10月17日（グレゴリオ暦1612年11月9日）没と伝えているといい、桑田忠親『酒井忠次公傳』（1939年）を参照している青柳明子も10月17日没とする。『酒井忠次公傳』によれば、遺言によって夫の忠次と同じ知恩院先求院に葬ったというが、『寛政譜』では三河国の宝蔵寺に葬られたとあり、また酒井家が開いた出羽庄内の大督寺（家次の子・忠勝の代で出羽国庄内に移転）に改葬されたともいう。法名は光樹院殿宗月丸心大禅定尼。大督寺に改葬された際に大督寺光誉窓月の法名を授けられたともいう。

## 備考
- 豊橋市の龍拈寺に所蔵されている「華陽夫人画像」（豊橋市有形文化財）は、碓井姫が母の華陽院の菩提を弔うために描かせて寄進したものである。
- 酒井家次が臼井に入った際、三河大樹寺16世の慶円和尚を招いて臼井に「大信寺」を開いた[13]。酒井家次が高崎に移封されると大信寺も高崎に移り、忠次夫人（碓井姫）が死去した際にその法号に因み「大督寺」と改めた[13]。その後、酒井忠勝（家次の子）の転封とともに寺も移動し、忠勝が庄内藩主となったことで大督寺も鶴岡に定着した[13]。

## 登場作品
- 2023年NHK大河ドラマ『どうする家康』（役名「登与（）」、演：猫背椿）